# Paranthrene gracilis
Paranthrene gracilis is een vlinder uit de familie wespvlinders (Sesiidae), onderfamilie Sesiinae.
Paranthrene gracilis is voor het eerst wetenschappelijk beschreven door Swinhoe in 1890. De soort komt voor in het Oriëntaals gebied.